# 코시모 3세 데 메디치
코시모 3세 데 메디치(Cosimo III de' Medici, 1642년 8월 14일 ~ 1723년 10월 31일)는 토스카나 대공국의 군주이다. 역대 토스카나 대공 가운데 가장 장수했으며 또한 가장 긴 재위 기간(1670 - 1723)을 기록한 군주이기도 하다.

## 생애
1642년, 토스카나 대공 페르디난도 2세 데 메디치와 대공비 비토리아 델라 로베레 사이에서 외아들로 태어났다. 그의 위로 두 형이 있었으나 모두 일찍 죽었다. 그의 교육 문제를 두고 대공 부부는 생각이 달랐고, 결국은 대공비의 뜻대로 신학자 반디넬리가 코시모를 가르치게 되었다. 이러한 교육의 영향으로 코시모는 대단히 독실한 신자였으며 종교 문제에는 적극적이었던 반면, 정치 문제에는 별 관심을 표하지 않았다. 그는 하루에 5,6군데의 교회를 다녔고 유대교도가 가톨릭교도와 결혼하거나 한 집에 살거나 가톨릭교도 유모를 쓰는 것을 금하는 등 엄격한 반유대주의 법령들을 제정했다. 또한 예술과 학문에 대한 지원을 아끼지 않았던 메디치 가의 역대 군주들과는 달리 코시모 3세는 문예에 대한 흥미도 없었다. 그는 대식가로 폭음폭식을 즐겼으며, 언제나 비용에 구애받지 않는 호화로운 연회를 즐겼다. 그 비용을 대기 위해 코시모 3세는 백성들에게 높은 세금을 부과했으며, 이로 인해 그의 치세 동안 토스카나 대공국은 점차 쇠락의 길을 걷기 시작했다. 코시모 3세는 장수했지만 늘 자신이 언제 죽을지 몰라 불안해했고 후계자 문제에 집착했다. 그의 세 자녀에게서 후계자를 얻는 것이 요원한 일이란 걸 알자 코시모 3세는 40대 후반이었던 남동생 프란체스코 마리아 주교에게 상속자를 낳아줄 것을 부탁했다. 프란체스코 마리아는 과스텔라 공작의 딸과 결혼했지만 상속자를 얻지 못하고 죽었다. 코시모 3세는 딸 안나 마리아가 공국을 계승할 수 있게 만들려고 노력했지만 이루어지지 않았고, 결국 그의 아들 대에서 메디치 가의 토스카나 대공국의 역사는 끝났다.

## 결혼
코시모는 즉위 전인 1661년, 앙리 4세의 손녀로 오를레앙 공 가스통의 딸 마르게리타 루이사와 결혼했다. 4월 17일 루브르 궁에서 대리인을 통한 결혼이 미리 이루어졌고 마르게리타 루이사는 화려한 환영 행사와 함께 피렌체에 도착했다. 그녀는 코시모에게 세 명의 아이들을 안겨주었지만 낭비벽이고 사치스러웠으며 토스카나의 궁정 생활에 잘 적응하지 못했다. 결국 마르게리타 루이사는 결혼 13년만에 코시모와 헤어져 프랑스로 돌아가 버렸다.

## 인물
이탈리아의 역사가 루이지 빌리리는 코시모 3세에 대해 “연약하고 독선적이고 편협하고 완강하며 사리에 어둡고 위선적인 인물”이라고 묘사했으며, 크리스포터 히베르트는 “코시모 3세가 음식을 수북하게 담은 호사스럽기 짝이 없는 그릇들을 순식간에 비워냈고, 게다가 살이 찐 얼굴은 혈색이 좋아서 병적으로 빨갰다.”고 기록했다. 그는 불규칙한 폭식과 무절제한 생활로 만성적인 질환에 시달렸고, 주치의 프란체스코 레디는 규칙적인 걷기 운동을 처방해야 했다.